# Pedro Nunes da Fonseca Coutinho
Pedro Nunes da Fonseca Coutinho (século XV – Ilha Terceira, Açores) foi fidalgo e capelão da Casa Real e confessor de D. Leonor, mulher do rei D. João II.
Descendem de Ruy Vaz Coutinho, que nasceu no século XV e pertencia à geração e linhagem dos Coutinhos, senhores de Ferreira de Aves e Vilar Maior, na província da Beira Alta.
Ruy Voz Coutinho, teve os seguintes filhos:
1 - Pedro Nunes da Fonseca Coutinho, que foi frade, fidalgo e capelão da Casa Real e confessor de D. Leonor, mulher do rei D. João II. 
Passando à ilha Terceira, foi vigário da Igreja de São Salvador (Angra do Heroísmo), depois elevada à dignidade de Sé Catedral, e Senhor da Casa e Quinta do Caminho do Meio, que instituiu em vinculo de capela, no testamento que fez em 23 de Novembro de 1513, para sua sobrinha D. Isabel da Fonseca. 
2 - D. Joana da Fonseca Coutinho, casou na Sé de Angra a 14 de Abril de 1501 com Gonçalo Anes de Melo.
Deste consorcio nasceram:
1 - Bartolomeu da Fonseca Coutinho.
2 - D. Isabel da Fonseca Coutinho, Bartolomeu Gonçalves.
3 - D. Margarida da Fonseca Coutinho.
4 - D. Maria da Fonseca Coutinho.